# Иденов кит
Иденов кит (лат. Balaenoptera edeni, енгл. Eden's whale) је сисар из парвореда китова плочана или усана (Mysticeti) и породице браздених китова (Balaenopteridae).

## Опис
Спољашњим изгледом подсећа на брајдовог кита (Balaenoptera brydei), али је од њега много мањи. Живи у малим групама и храни се пре свега рибом.

## Распрострањење
Ареал Иденовог кита обухвата источни део Индијског океана и западни део Тихог океана, посебно у области Филипина и Индонезије. Иденов кит примећен је у заливу Мартабан (Моутама) у Андаманском мору, у Бенгалском заливу недалеко од обале Бурме и Бангладеша, у близини Суматре, Хонг Конга, у источној Аустралији

## Станиште
Станиште врсте су мора са температуром воде изнад 16,3 °C.

## Угроженост
Подаци о распрострањености ове врсте су недовољни.